# 주가지수선물
금융 분야에 있어서, 주가지수선물(Stock market index future)은 파생 상품 중 하나로 장래의 주가지수를 대상으로 한다.
주가지수를 대상으로 하는 선물거래는 주가지수를 직접 인수도할 수 없기 때문에 주가지수에 상당하는 현금의 차액을 인수도하거나, 주가지수 구성 종목 즉 주식을 인수도하는 방법으로 거래를 종결한다. 통상 개별주식의 매매 증거금률보다 선물시장의 증거금률이 크게 낮아 투기적 성향이 강하다고 볼 수 있다.

## 거래 참여자
주가지수선물은 개별주식이 아니라 주식시장 자체를 거래한다고 할 수 있다. 따라서 법적으로 수많은 종목을 편입해야만 하는 기관투자자들이 전체시장의 흐름에 따라 포트폴리오 가치가 변동할 수 있어 위험회피 거래를 주로 행한다. 한편 투기거래자들은 개별기업보다는 거시경제에 영향을 받기 때문에 주가지수의 방향 예측이 쉽다고 판단하여 주가지수선물거래를 하는 경향이 있다. 주가지수선물도 현물과 선물의 가격차(베이시스)가 존재하므로 이 차이를 이익으로 확보하려는 차익거래자들이 존재한다. 다만, 주가지수 자체를 현물로 보유할 수는 없으므로 주식 포트폴리오를 현물로 설정하게 된다. 그런데 이는 주가지수를 정확하게 추정할 수 없을 가능성(추적오차)이 많으므로 상대적으로 다른 상품들보다 차익거래에 참여하는 기관투자자의 비중을 높이는 요인으로 지적되고 있다.
한국에서는 만기일 현물지수(코스피200지수, 스타지수)의 종가로 거래를 청산할 뿐이라 차익거래시 추적오차만 관리하면 된다. 한국 주식시장에서 프로그램매매의 영향력이 날이 갈수록 커지는 것은 이런 이유도 있는 것으로 지적되고 있다.

## 거래 제도

### 증거금
주가지수선물거래도 다른 선물거래와 마찬가지로 증거금을 징수한다. 전 세계에서 개시증거금은 계약금액(선물지수 * 포인트당가격 * 수량)의 3%에서 15% 수준이다. 또 유지증거금은 개시증거금의 3분의 2 수준이다.

### 거래 시간
거래시간은 현물주식시장이 개장하기 전에 개장하거나 또는 현물주식시장 폐장 이후 상당한 시간 동안 거래하는 경우가 대다수이다. 이것은 확정되거나 확정될 현물 포트폴리오에 대하여 선물 포트폴리오를 조정할 수 있는 기회를 주기 위한 것이다. 미국의 E-S&P500,E-NASDAQ100 상품의 명칭은 ECN 즉 야간 전자거래시장에서 거래된다 하여 E- 가 접두어로 유래했다. 이같은 미국의 야간시장 상품들은 아시아 증권 시장의 장중에 거래되기 때문에 상품 도입 초기에는 아시아 증권시장에 영향을 미치기도 했다.

### 거래 중단 제도
많은 주식 시장에 서킷브레이커 제도가 있기 때문에 주가지수선물 시장에도 서킷브레이커 제도가 존재한다. 현물 시장에 서킷브레이커가 발동되어 거래가 중단되면 주가지수선물시장도 거래를 중단한다. 그리고 주가지수선물시장의 독자적인 서킷브레이커 제도를 채택하는 경우도 있다.
한편 한국의 주가지수선물시장에서는 현물지수가 10% 이상 상승하거나 하락한 수준이 1분간 지속될 때 선물시장도 5분간 거래를 중단한다. 또 전일 거래량이 가장 많은 종목(일반적으로 최근월물이다)이 10% 이상 급등락한 상태가 1분간 지속될 때 해당 종목은 10분 동안 거래가 중단된다.
또 프로그램매매의 영향력이 너무 커서 전일 거래량이 가장 많았던 종목이 코스피200선물 5%, 스타선물 6%이상 급등락한 상태가 1분간 지속되거나, 이론가격과 현재가격이 3%이상 차이가 나게 되면 사이드카가 발동되고 1분간 프로그램매매가 정지된다.

### 가격 변동
가격폭제한은 현물주식시장에 가격폭제한이 존재하는지에 따라 선물시장에 존재여부가 결정된다.

## 주가지수 선물시장
주가지수 선물시장은 장래의 주가지수를 대상으로 매매하는 시장을 말하며 통상 주식시장의 증거금률보다 선물시장의 증거금률이 크게 낮아 투기적 성향이 강하다. 1996년 5월 3일 대한민국 최초로 개설된 주가지수 선물시장은 종합주가지수(KOSPI)를 대상으로 하는 것이 아니라 'KOSPI 200'을 거래대상으로 한다.

### 대한민국
1996년 5월 3일 대한민국 최초로 개설된 주가지수 선물시장은 종합주가지수(KOSPI)를 대상으로 하는 것이 아니라 KOSPI 200을 거래대상으로 한다. 이 선물시장은 대한민국 최초의 선물시장이다.
2001년 한국선물거래소에 코스닥 50 지수선물거래가 도입되었고, 2006년 중단되었다.
2004년 한국증권거래소의 주가지수선물옵션 매매시스템이 한국선물거래소로 이관되었다.
2006년 코스닥50 선물은 상장 폐지되고, 다음날 코스닥 스타지수 선물거래가 도입되었다.
2009년 미국 시카고 상업거래소(Chicago Mercantile Exchange)의 글로벡스(Globex) 매매시스템을 이용한 야간(대한민국 시간) 코스피200선물 거래가 시작되었다.

## 여러 상품의 명세
- 코스피200 주가지수선물
- 코스닥 스타지수선물

## 같이 보기
- 파생상품